# Mysinge
Mysinge är en ort i Mörbylånga kommun i Kalmar län, belägen i Resmo socken på sydvästra Öland just öster om centralorten Mörbylånga, söder om Resmo kyrka och norr om Bårby borg.
Statistiska centralbyrån avgränsade tidigare bebyggelsen i Mysinge tillsammans med grannorten Bengtstorp till en småort namnsatt till Mysinge och Bengtstorp. Folkmängden i småorten var 66 invånare 1990, 59 invånare 1995 och 50 invånare 2000. Mellan 2015 och 2020 avgränsades här åter en småort.
Från Mysinge hög har man en storslagen utsikt över Stora alvaret i öster och Mörbylångadalen och Kalmarsund i väster. På landborgen vid gravfältet växer en artrik torrbacksflora och i fuktsvackorna kan man hitta den fridlysta smörbollen.

## Historia
Mysinge omtalas första gången i skriftliga handlingar 1402 (i Mysinge). Då fanns här kapten Peder, vars änka 1436 sålde tre gårdar i Mysinge till biskop Nils Ragvaldsson i Växjö. Byn omfattade 1544 sex frälsegårdar, en tillhörig Jöran Åkesson (Tott), två tillhöriga Ture Trolle och tre tillhöriga Jakob Turesson (Rosengren). Hela byn brändes 1567 i samband med nordiska sjuårskriget, men återuppbyggdes senare.

### Fornminnen
De stenkammargravar som påträffats i Mysinge är det östligaste beståndet av denna typ av europeiska megalitgravar. De bäst bevarade är två gånggrifter från yngre stenåldern, belägna öster om länsväg 136. Den nordliga är belägen i en trädgård i höjd med Mysinge by. Ett 70-tal skålgropar finns på takhällarna. Den sydliga är belägen vid Mysingeboden och kan lättare beses. Kammaren är 3,7 gånger 1,7 meter stor och en meter hög och är omgiven av nio stenblock och täckt med tre takblock. Gånggriften är belägen i en hög, 14 meter stor och 1,2 meter hög. Gången ut leder mot sydost och är åtta meter lång. Gånggriften undersöktes 1908 av T.J. Arne och skelett efter 30-40 människor påträffades liksom yxa och pilspetsar av flinta, nålar av ben, armskyddsplatta för bågskytte, bärnstenspärlor samt keramik. Ytterligare två skadade stenkammargravar finns i Mysinge, vilka i fornminnesregistret är kategoriserade som dösar.
Mysinge hög är den största gravhögen på ett kilometerlångt gravfält strax norr om byn och utmed länsväg 136. Den är 45 meter i diameter och fyra meter hög och därmed en av Ölands största (jämför Tjus hög). Den näst största högen på gravfältet benämns Gynge hög och är 29 meter i diameter och 1,7 meter hög. Sammantaget finns åtta högar, 45 runda stensättningar, en treudd, en rest av en domarring, två omkullfallna resta stenar och tre kantställda hällar (så kallade flisor). Ingen av gravarna är utgrävda men fynd från yngre bronsåldern har påträffats i ett gammalt grustag i områdets norra del.

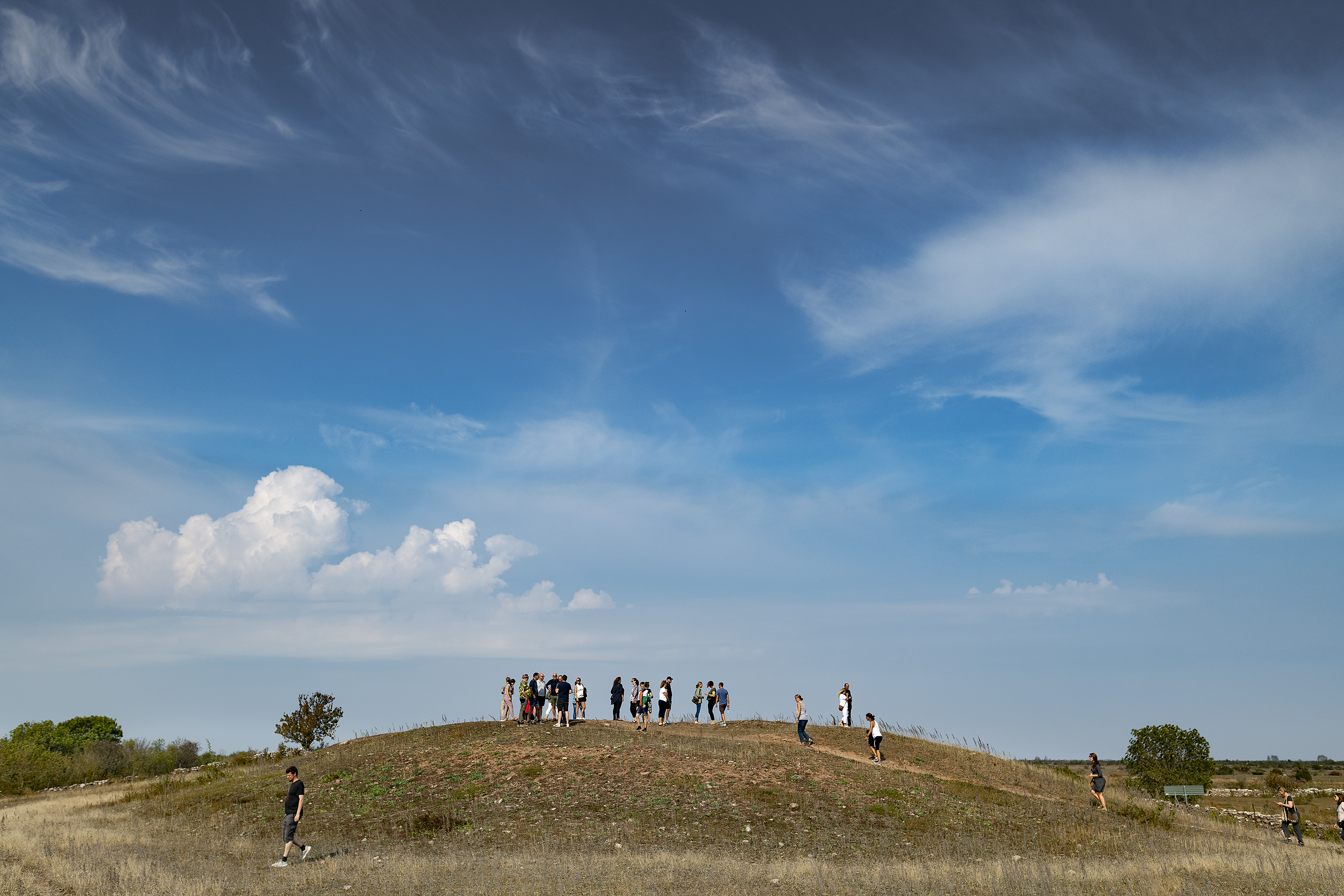
Mysinge hög augusti 2019